# Herkules Jonssons storverk
Herkules Jonssons storverk var 1969 års adventskalender, med manus, regi och medverkan av Tage Danielsson. Per Åhlin illustrerade luckkalender och vinjettbilderna till TV-versionen och musiken skrevs av Gunnar Svensson, som var mångårig medarbetare till Hasse och Tage. Första avsnittet sändes första advent de 30 november och hade därför 25 avsnitt fram till julafton. Detta var den första julkalender i TV som sändes i färg.
Tage Danielsson utgav även en fortsättning i form av boken Herkules och de makalösa mellandagarna på Hasse och Tages kortlivade bokförlag "Svenska barn".

## Handling
Sjuårige Herman Jonsson (James Dickson) bor med sina föräldrar, pappa Olle (Tage Danielsson) som är bilmekaniker och mamma Ann-Sofi (Gun Holmqvist), som är kontorist. En dag sätter Olle och Herman Ann-Sofi på prov, för att se hur fort hon kan stenografera, med sin "magiska stenografipenna". De förklarar, att när hon uttalar en speciell trollformel ska Herman och Olle byta plats med varandra, så att Herman blir den vuxne Herkules Jonsson, som kan allting, medan Olle blir den barnslige Bara Jonsson, som är som vilken sjuåring som helst. I slutet nämner Olle några saker som finns på bilar, nämligen "överliggande kamaxel och kardandrev och dubbla förgasare". Detta råkar Ann-Sofi dock skriva fel och hon får det till "överliggande kramaxel och kalasvev och bubbla förknasare". Detta blir trollformeln och den visar sig märkligt nog också fungera. När hon har uttalat den byter de plats och Herkules utför under seriens gång tolv olika stordåd av olika typer. För att sedan trolla tillbaka dem får hon uttala trollformeln "baklänges": "Förknasare bubbla och kalasvev och kramaxel liggande över".
En figur som ständigt återkommer är den vresige vicevärden Gottfrid Gustavsson (Mille Schmidt) som alltid vill få familjen Jonsson vräkt.

## Rollista i urval

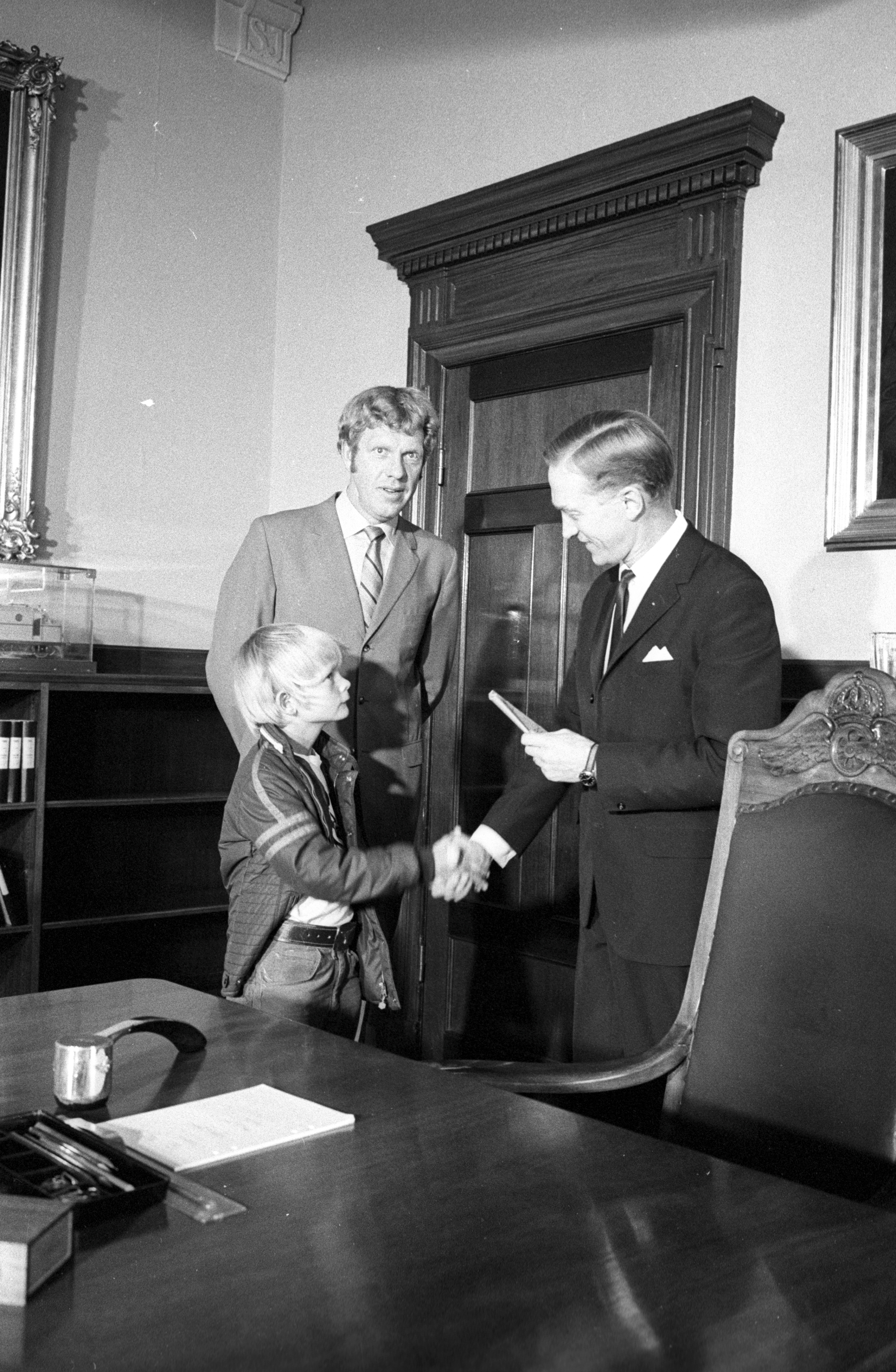
Tage Danielsson och James Dickson poserar med generaldirektör Lars Peterson i plenisalen på Stockholms centralstation inför inspelningarna

- James Dickson − Herman Jonsson / Herkules Jonsson
- Tage Danielsson − Hermans far Olle Jonsson / Bara Jonsson
- Gun Holmqvist − Hermans mor Ann-Sofi Jonsson
- Mille Schmidt − vicevärden Gottfrid Gustavsson
- Cia Löwgren − Maja-Stina Gustavsson
- Eva Axelsson − Margareta
- Karin Miller − Margaretas Mamma
- Gregor Dahlman − tågrånaren
- Margreth Weivers − polkagristanten Astrid
- Bertil Norström − tandläkare Gran
- Gunnar Svensson − pianisten
- Lars Edström − grodmannen Grodis
- Hanny Schedin − servitrisen
- Märta Dorff − kokerskan Blenda
- Kerstin Bagge − lärarinnan
- Marrit Ohlsson − damen på stranden
- Bo Samuelson − expedit
- Maud Hyttenberg − expedit
- Willy Peters − Dynamit-Bengtsson
- Casper Verner-Carlsson − Göran
- Anne-Marie Machnow − Eva (mannekängen)
- Gully Dufva − påkläderskan
- Sture Ström − Hubert Montgomery
- Vincent Jonasson − avdelningschefen
- Gunnel Wadner − varuhusdetektiven
- Stig Johanson − konduktör 1
- Birger Lensander − konduktör 2
- Lars Peterson − generaldirektör för SJ
- Karl-Axel Forsberg − vaktmästare Karlsson
- Helena Fernell − postkassörskan
- Thomas Janson − ynglingen på Posten
- Sanna Ekman − Lotta
- Lotten Strömstedt − fantasiflickan på stranden

## Papperskalender

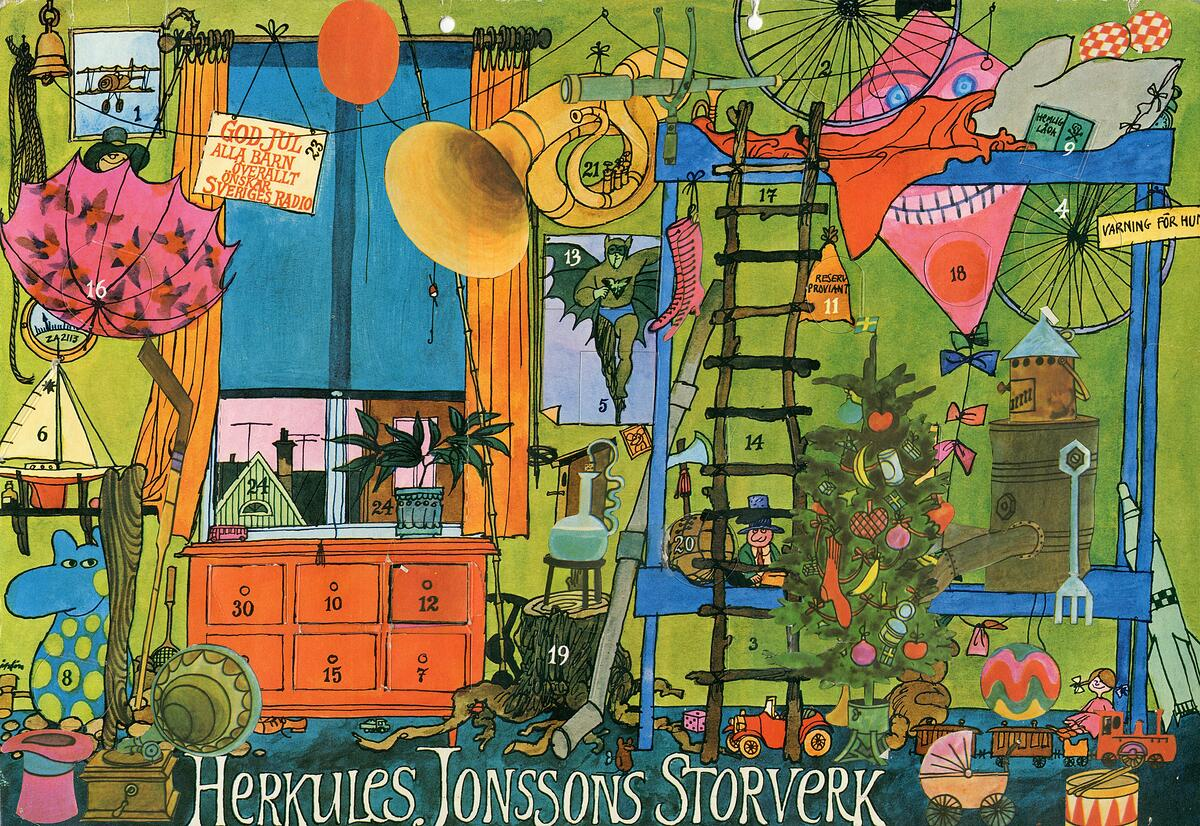
Papperskalender

Årets papperskalender ritades av Per Åhlin och föreställer Hermans stökiga sovrum. Det finns diverse föremål utslängda här och var såsom ett paraply, en bastuba, en drake och en stubbe. Rummet har även ett fönster med en byrå framför och en dubbelsäng. Längst ner i bild står det Herkules Jonssons Storverk med stora bokstäver.

## Mottagande
Papperskalendern såldes i 900 000 exemplar och skapades till viss mån av interner på en fångvårdsanstalt i Sverige där vissa av internerna istället för de tilltänkta bilderna klistrade in bilder med pornografiska motiv. Man räknade med att inte hitta de skyldiga.

## Utgivning och visningar
Serien släpptes 1999 på två VHS-kassetter och två DVD-skivor i serien "Världens bästa julkalendrar". 26 oktober 2006 utkom en nyutgåva av DVD:n (återigen två skivor).[källa behövs] Den 12 oktober 2011 släpptes även radioserien på CD i en box med seriens 25 avsnitt fördelade på fem CD-skivor samt en MP3-skiva med hela serien.
Serien har gått i repris flera gånger.

## Avsnitt
I TV-versionen utfördes tolv storverk, alla fördelade på två avsnitt var – förutom det sista, som fördelades på tre – medan radiokalendern innehöll 25 storverk med ett avsnitt vardera. 

### TV-avsnitt
| Nr | Sändningsdatum   | Avsnittstitel                                        |
| -- | ---------------- | ---------------------------------------------------- |
| 1  | 30 november 1969 | Herkules och den gamla bilen – Del 1                 |
| 2  | 1 december 1969  | Herkules och den gamla bilen – Del 2                 |
| 3  | 2 december 1969  | Herkules och den trasiga TV-antennen – Del 1         |
| 4  | 3 december 1969  | Herkules och den trasiga TV-antennen – Del 2         |
| 5  | 4 december 1969  | Herkules och den försvunna skolmåltiden – Del 1      |
| 6  | 5 december 1969  | Herkules och den försvunna skolmåltiden – Del 2      |
| 7  | 6 december 1969  | Herkules och den alltför varma kudden – Del 1        |
| 8  | 7 december 1969  | Herkules och den alltför varma kudden – Del 2        |
| 9  | 8 december 1969  | Herkules och den förfärliga oljefläcken – Del 1      |
| 10 | 9 december 1969  | Herkules och den förfärliga oljefläcken – Del 2      |
| 11 | 10 december 1969 | Herkules och grodmannen som inte var utklädd – Del 1 |
| 12 | 11 december 1969 | Herkules och grodmannen som inte var utklädd – Del 2 |
| 13 | 12 december 1969 | Herkules och den tågrånaren – Del 1                  |
| 14 | 13 december 1969 | Herkules och den tågrånaren – Del 2                  |
| 15 | 14 december 1969 | Herman och fripassageraren – Del 1                   |
| 16 | 15 december 1969 | Herman och fripassageraren – Del 2                   |
| 17 | 16 december 1969 | Herkules och den nedsövda mannekängen – Del 1        |
| 18 | 17 december 1969 | Herkules och den nedsövda mannekängen – Del 2        |
| 19 | 18 december 1969 | Herkules och de rutiga polkagrisarna – Del 1         |
| 20 | 19 december 1969 | Herkules och de rutiga polkagrisarna – Del 2         |
| 21 | 20 december 1969 | Herkules och det tickande paketet – Del 1            |
| 22 | 21 december 1969 | Herkules och det tickande paketet – Del 2            |
| 23 | 22 december 1969 | Herkules och den vresige vicevärden – Del 1          |
| 24 | 23 december 1969 | Herkules och den vresige vicevärden – Del 2          |
| 25 | 24 december 1969 | Herkules och den vresige vicevärden – Del 3          |

1. 1 2  I detta äventyr förvandlas Herman aldrig till Herkules, därav namnet

### Radioavsnitt
| Sändningsdatum   | Avsnittstitel                                            | Gästskådespelare                                       |
| ---------------- | -------------------------------------------------------- | ------------------------------------------------------ |
| 30 november 1969 | Herkules och statsministern som inte fick av snöret      | Mille Schmidt, Olof Palme, Lars Orup                   |
| 1 december 1969  | Herkules och flygpiraterna                               | Lissi Alandh, Willy Peters                             |
| 2 december 1969  | Herkules och den tomma bananbåten                        | Eva Axelsson, John Harryson                            |
| 3 december 1969  | Herkules och den jättelånga bilkön                       | Jarl Borssén, Janne "Loffe" Carlsson                   |
| 4 december 1969  | Herkules vid Niagara                                     | Mille Schmidt                                          |
| 5 december 1969  | Herkules som sekreterare                                 | Stig Järrel, Allan Edwall                              |
| 6 december 1969  | Herkules och den alltför kalla vintern                   |                                                        |
| 7 december 1969  | Herkules och skofabrikanten som bara gjorde högerskor    | Kerstin Bagge                                          |
| 8 december 1969  | Herkules och kängurun som inte hade någon väska där fram | Jörgen Cederberg, Olle Åkerfeldt, Stig Törnroos        |
| 9 december 1969  | Herkules och den mystiska bakterien                      | Mille Schmidt, Karin Miller                            |
| 10 december 1969 | Herkules och mysteriet med filmstjärnans lösögonfransar  | Carl-Gustaf Lindstedt, Catrin Westerlund, Fanny Gjörup |
| 11 december 1969 | Herkules och de blanka gevären                           | Olle Pahlin                                            |
| 12 december 1969 | Herkules och de mystiska pärlmusslorna                   | Tor Isedal                                             |
| 13 december 1969 | Herkules gör en rymdpromenad                             | Tor Isedal                                             |
| 14 december 1969 | Herkules och ishockeylaget som tog fel tåg               | Lennart Hyland, Leif "Honken" Holmqvist                |
| 15 december 1969 | Herkules gör Sverige rent                                | Mille Schmidt, Hanny Schedin                           |
| 16 december 1969 | Herkules och den tankspridde fallskärmshopparen          | Jarl Borssén, Mille Schmidt                            |
| 17 december 1969 | Herkules och de alltför dåliga nyheterna                 | Berndt Friberg, Olof Rydbeck                           |
| 18 december 1969 | Herkules och författaren som trodde allting var påhittat | Stig Grybe                                             |
| 19 december 1969 | Herkules upplöser herrklubben                            | Eva Axelsson, Olle Pahlin                              |
| 20 december 1969 | Herkules och den misslyckade uppfinnaren                 | Hans Alfredson                                         |
| 21 december 1969 | Herkules och den bortlurade vaktparaden                  | Bosse Parnevik                                         |
| 22 december 1969 | Herkules och den gråtmilda roboten                       | Hanny Schedin, Mille Schmidt                           |
| 23 december 1969 | Herkules och sommarjulen i Söderhavet                    | Siv Ericks, Tor Isedal                                 |
| 24 december 1969 | Herkules och Margaretas pappas manschettknappar          |                                                        |